# Setodes kumara
Setodes kumara är en nattsländeart som beskrevs av Schmid 1987. Setodes kumara ingår i släktet Setodes och familjen långhornssländor. Inga underarter finns listade i Catalogue of Life.